# مؤسسة الدراسات الاقتصادية والاجتماعية التركية

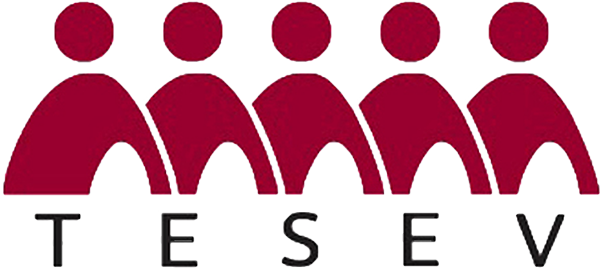
شعار مؤسسة الدراسات الاقتصادية والاجتماعية التركية (TESEV).

مؤسسة الدراسات الاقتصادية والاجتماعية التركية (بالتركية: Türkiye Ekonomik ve Sosyal Etüdler Vakfı)‏ واختصارها: (TESEV)، مؤسسة فكرية رائدة في تركيا ومقرها إسطنبول. مؤسسة الدراسات الاقتصادية والاجتماعية التركية هي مؤسسة بحثية غير حكومية مستقلة تقوم بتحليل القضايا الاجتماعية والسياسية والاقتصادية التي تواجه تركيا.

## التأسيس والأهداف والوسائل
تأسست مؤسسة الدراسات الاقتصادية والاجتماعية التركية في إسطنبول عام 1994م لتكون بمثابة جسر بين البحث الأكاديمي وعملية صنع السياسات في تركيا.
تهدف مؤسسة الدراسات الاقتصادية والاجتماعية التركية من خلال فتح قنوات جديدة للحوار والبحث الموجه نحو السياسات إلى تعزيز دور المجتمع المدني في العملية الديمقراطية، وتسعى إلى تبادل نتائج البحوث مع أوسع جمهور ممكن.
من أجل القيام بذلك، تنظم مؤسسة الدراسات الاقتصادية والاجتماعية التركية ندوات ومؤتمرات منتظمة، تجمع بين المتخصصين وواضعي السياسات من تركيا والخارج لمناقشة القضايا ذات الاهتمام الحالي. وهي تصدر تقارير المشروع والكتب والنشرات وموجزات مراقبة السياسات ووقائع الندوات التي تستهدف القراء العامين.

## البرنامج
تركز مؤسسة الدراسات الاقتصادية والاجتماعية التركية على أكثر المسائل السياسية إلحاحًا وأكثر الأسئلة أهمية التي تواجه تركيا وجوارها في القرن الجديد. يمكن جمع مجالات برنامج المؤسسة تحت ثلاثة عناوين هي:
1. الديمقراطية.[3]
2. السياسة الخارجية.[4]
3. الحكم الرشيد.[5]

## أبرز أعمال
بعض أبرز أعمال مؤسسة الدراسات الاقتصادية والاجتماعية التركية كانت حول:
- قضايا الإسلام والديمقراطية.[6]
- مكافحة الفساد.
- إصلاح الدولة.[7]
- الشفافية.
- المساءلة.

## المجالات البحثية
من ضمن مجالات المشاريع الجارية:
- إصلاح قطاع الأمن.
- الأقليات.[8]
- حقوق المواطنة.
- الشفافية.
- تقوية المجتمع المدني.[7]
- العلاقات بين قبرص والشرق الأوسط وشمال إفريقيا وتركيا و الاتحاد الأوروبي.[9]

## روابط خارجية
- الموقع الرسمي لمؤسسة الدراسات الاقتصادية والاجتماعية التركية
- Arin ، Kubilay Yado Turkish Thinkss ، شبكة سياسة حزب العدالة والتنمية من Neo Gramscian و Neo-Ottoman Angles. جامعة بورتلاند الحكومية، مركز الدراسات التركية، سلسلة أوراق عرضية، يونيو 2015. https://www.academia.edu/13111339/Turkish_Think_Tanks_the_AKP_s_Policy_Network_from_Neo-Gramscian_and_Neo-Ottoman_Angles